# Washington Beltrán Barbat
Washington Beltrán Barbat (Tacuarembó, 7 de febrero de 1885-Montevideo, 2 de abril de 1920) fue un abogado, periodista y político uruguayo.

## Biografía

### Primeros años
Nace en una familia muy humilde de lo que hoy es el departamento de Tacuarembó. La tuberculosis le quita a temprana edad a su madre, a su padre y a su hermana mayor. Comienza su adolescencia trabajando duramente para ayudar a su abuela y a sus hermanas.
Hijo de Luis Beltrán y Jacinta Barbat abandona en su juventud su Tacuarembó natal para radicarse en Montevideo. Su pueblo, viendo la brillantez de este pequeño, inicia una colecta de dinero para financiarle los estudios en la capital.
Comienza tempranamente su militancia política, participando en distintos gremios estudiantiles. Realiza su primer discurso político a los 18 años. De esta etapa puede destacarse la representación que realizó de los mismos en los congresos llevados a cabo en Chile y Buenos Aires. En este tiempo también pueden ubicarse sus primeras incursiones en el periodismo, escribiendo notas para La Democracia.
Contrae matrimonio con Elena Mullin Moenckeberg, fruto del cual nacen Washington, Enrique, Elena y Marta.

### Escritor
Se gradúa de abogado y ejerce como docente de literatura en la Universidad de la República.
Su vocación de escritor le valió una prolífica producción periodística, escribiendo para distintos medios del Uruguay, como La Razón, La Tribuna Popular y la revista científica Evolución utilizando para firmar artículos el seudónimo Juan de Ega. En 1918 participa en la fundación del diario El País, junto a Leonel Aguirre y Eduardo Rodríguez Larreta, con quienes comparte la dirección del mismo hasta su muerte.
Además de su labor como periodista se le suma la producción de varias obras literarias como De la Raza, escrita en colaboración con Ismael Cortinas, El contrato social, publicado en Buenos Aires, el estudio literario El genio, Cuestiones Sociológicas, en el cual escribe sobre la niñez, De actualidad política, Los filósofos del siglo XVIII. La obra que pensaba titular El heroísmo en el genio quedaría inconclusa debido a su fallecimiento.
En el año 1990 la Cámara de Representantes de Uruguay le brinda un homenaje editando cuatro tomos que recogen parte de su intensa actividad como orador y periodista.[cita requerida]

### Político
Siendo aún joven accede a la dirección del Partido Nacional principalmente debido a su capacidad para la oratoria.
A los 27 años es electo Diputado por su partido representando a Tacuarembó. Posteriormente fue miembro informante de la Comisión Redactora de  una nueva Carta Magna que finalmente sería aprobada en 1918. En ella se ven plasmadas muchas de las ideas que defendía como el voto secreto, la inscripción obligatoria en el Registro Civil, representación política proporcional, la prohibición para intervenir en asuntos políticos a las autoridades policiales o militares, el derecho de interpelación y el sufragio universal.

### Su muerte

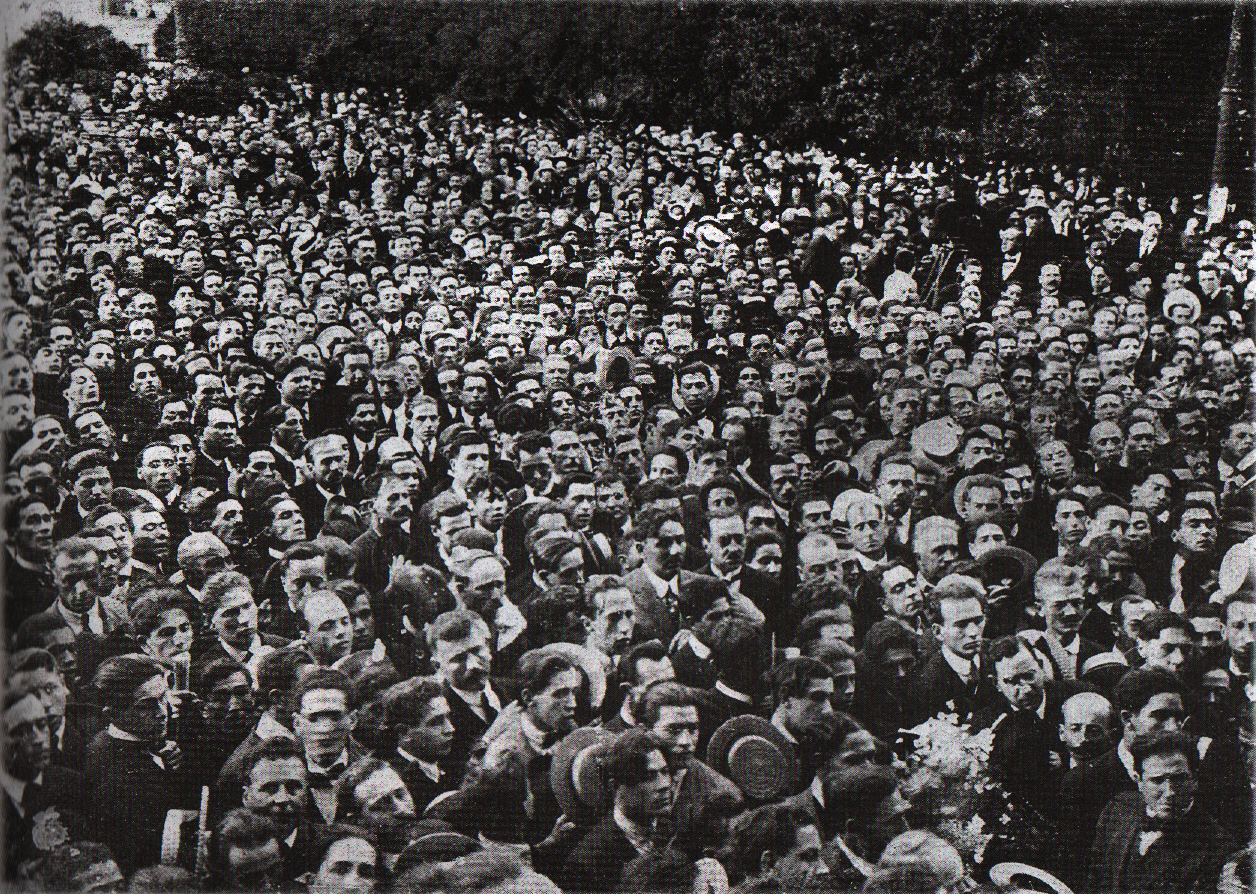
Una multitud cargó el ataúd en su cortejo fúnebre.

El 1 de abril de 1920 publica en el diario El País, un artículo titulado Qué toupet, el cual motivaría ser retado a duelo por parte del ex presidente José Batlle y Ordóñez. El duelo con pistolas fue fijado para el día siguiente, oficiando de padrinos de Beltrán sus compañeros del diario, Leonel Aguirre y Eduardo Rodríguez Larreta.
El primero en llegar al lugar convenido, donde hoy se encuentra el estadio Gran Parque Central, fue Beltrán pasadas las diez de la mañana, acompañado de sus padrinos y de su médico, Arturo Lussich. Luego de pasados unos minutos llega el retador acompañado por sus padrinos, Ovidio Fernández Ríos y Francisco Ghigliani, su médico Lorenzo Mérola y el director del lance, Domingo Veracierto.
Debido a la fuertes lluvias que se desataron en el momento del comienzo del lance, el duelo tuvo que ser suspendido en dos ocasiones de cinco y diez minutos. El duelo se reanuda a las once menos diez y ambos se disparan sin hacer blanco.
Luego de cargar nuevamente las pistolas, se reanuda el duelo, pero esta vez, Batlle y Ordoñez hace blanco a pocos centímetros de la axila derecha de Beltrán, el cual muere pocos minutos después.
Referido a este trágico hecho, Leonel Aguirre escribe en las páginas de El País: 

... del dolor que causó su muerte prematura, nada tenemos que decir cuando todavía vibran las resonancias del homenaje, tal vez único por el sentimiento profundo que lo anima y como consuelo para los suyos y para nosotros mismos, pensamos que si ha oído ese clamor de muchedumbre dolorida y ha sentido la sombra impalpable de la gloria descender sobre la despejada y tensa frente, Washington Beltrán ha debido decirse que su muerte no sólo es hermosa, sino también fecunda como la soberbia enseñanza de moral política.